# ココロの問題/お願い! プライムミニスター
「ココロの問題/お願い! プライムミニスター」（こころのもんだい/おねがい プライムミニスター）は、toutouの2枚目のシングル。2005年11月16日にSony Recordsから発売された。

## 概要
- 「ココロの問題」は、テレビアニメ『ケロロ軍曹』のエンディングテーマとして使用された[2]。
- 「お願い! プライムミニスター」は、総理大臣へtoutouのお願いを歌詞にした楽曲である[3]。
- 初回特典としてステッカーが封入された[4]。

## 収録曲
1. ココロの問題 [4:01]
作詞：キタムラタケシ、青山紳一郎、coita／作曲：coita／編曲：森山フラミンゴ、反す刀で
2. お願い! プライムミニスター [4:37]
作詞：toutou、青山紳一郎／作曲・編曲：森山フラミンゴ
3. 星占いの歌 -DJ TAKI・SHIT early 90's HIP HOUSE Remix- [5:29]
作詞：青山紳一郎、翠蓮／作曲：mizuho／編曲：DJ TAKE-SHIT
4. ココロの問題 -TV Edit- [1:31]

## 収録アルバム
| 曲名         | 収録アルバム         | 発売日        | 規格品番 |
| ------------ | -------------------- | ------------- | -------- |
| ココロの問題 | 『toutouのアルバム』 | 2007年8月22日 | PJA-1036 |

## 参加ミュージシャン
| - ココロの問題 - ギター：coita - ベース：Taguchi Penguin - ドラム：林田健一 - オルガン：森山フラミンゴ - コーラス：渡辺久美子、小桜エツ子、中田譲治、子安武人、草尾毅、斉藤愛 | - お願い! プライムミニスター - バイオリン：Chika - ギター：coita - ドラム：林田健一 |